# Barrett REC7
Il Barrett REC7 ("Reliability-Enhanced Carbine 2007") è una carabina basata sul modello del Colt M4, disponibile sia in 5.56 mm che in 6.8 SPC. Il fucile è prodotto dalla Barrett Firearms Company, meglio nota per i suoi fucili di precisione calibro .50, come il Barrett M82.

## Storia
Il REC7 è il secondo fucile camerato in 6.8 SPC sviluppato dalla Barrett, dopo l'M486.
L'M486 camerato in 6.8 SPC impiegava lo stesso sistema a presa diretta di gas della serie AR-15: il risultato era l'eiezione di gas ad alta temperatura nel corpo del fucile, fatto che poteva risultare molto pericoloso nel caso in cui non si fossero osservate attentamente le regole di manutenzione prescritte. Così la Barrett sviluppò un nuovo tipo di pistone (a corsa corta) che permettesse di evitare i rischi dovuti al troppo calore. La Barrett sta ancora vendendo le rimanenze di M468, non come intero fucile, ma solo come castello superiore.

## Caratteristiche
Al contrario di molti possibili rimpiazzi per gli M16 e gli M4 (come ad esempio l'ormai abbandonato progetto dell'XM8) il REC7 non è un fucile di concezione completamente nuova: è semplicemente una nuova parte superiore del castello agganciata al corpo inferiore dei fucili d'assalto M16 ed M4 e compatibile quindi con molti accessori sviluppato ad-hoc per la serie di fucili M4/M16.
A differenza dei tradizionali AR-15 (così come l'M468), che usano un sistema di presa diretta di gas per il riarmo, il REC7 utilizza un pistone a corsa corta per la stessa funzione.
In più il REC7 utilizza il nuovo calibro 6.8 mm Remington SPC (6.8x43 mm), un proiettile che è pressappoco simile al 5.56 mm per lunghezza (e quindi risulta compatibile con le parti di castello inferiore di M4 ed M16). Secondo quanto asserito dalla Barrett, questo nuovo proiettile garantirebbe:
- Un aumento del 44% del potere d'arresto rispetto al classico 5.56 mm.
- Un'energia cinetica pari a 1,5 volte quella di un classico proiettile 5.56 mm nonostante la velocità inferiore.
- Una gittata effettiva di circa 500 metri.
- Una velocità alla volata del proiettile di 807 m/s (quando si spara utilizzando una canna da 16 pollici).

Come molti fucili della serie AR-15, come M16 ed M4, la canna è filettata e permette l'aggiunta di dispositivi quali silenziatori e smorzatori di fiamma. Il REC7 è anche in grado di equipaggiare la baionetta dei fucili della serie AR15, come la baionetta M9 o la baionetta OKC-3S.
Il REC7 monta il sistema di slitte della Daniel Defense che permette di montare vari accessori, tra cui bipiedi, dispositivi per la visione notturna e ottiche da combattimento.
Il fucile è costruito in Ergal (Alluminio 7075) anodizzato. Il castello inferiore ha un grilletto ad azione singola, guardia del grilletto Magpul (che permette di sparare anche indossando guanti invernali) e un caricatore scanalato per velocizzare il processo di cambio.
Il castello superiore presenta una slitta Picatinny per accessori. Il calcio è un Magpul MOE a sei posizioni.
Il proiettili 6.8 mm sono stati progettati per essere utilizzabili con il castello inferiore della serie AR-15, ma non con i caricatori della stessa. La Barrett ha sviluppato un particolare caricatore per il suo proiettile che differisce dallo standard 5.56 mm in quanto costruito interamente in acciaio. La Barrett distribuisce sia caricatori da 30 che da 10 colpi.
Il REC7 (in configurazione con canna corta, PDW) fu una delle armi presentate all'esercito americano durante la giornata dell'industria del 13 novembre 2008. Lo scopo della giornata era quello di rivedere lo stato attuale delle tecniche di costruzione delle carabine prima di stabilire un sostituto definitivo alla carabina M4.